# Novembergruppe
El Novembergruppe és un moviment cultural que es dona a Alemanya un cop acabada la Primera Guerra Mundial. Reuneix diversos artistes i arquitectes d'avantguarda orientats políticament a l'esquerra. El nom prové de la Revolució Alemanya (1918) que en alemany es diu Novemberrevolution, 'revolució de novembre'.

## Membres
No és possible donar una llista completa dels membres, per manca de documentació i per la fluctuació. Al catàleg del 1925 va publicar-se'n una llista. Hugo Graetz, dirigent del Novembergruppe, en va publicar una segona llista el 1930; tenia uns 120 socis, entre arquitectes, pintors, músics i historiadors de l'art.
Membres destacats
- Jankel Adler
- Lou Albert-Lasard
- Peter Alma
- Fred Antoine Angermayer
- George Antheil
- Hans Arp
- Rudolf Ausleger
- Willi Baumeister
- Herbert Behrens-Hangeler
- Rudolf Belling
- Henryk Berlewi
- Xenia Boguslawskaja
- Hans Brass
- Nikolaus Braun
- Marcel Breuer
- Max Butting
- Heinrich Campendonk
- Heinrich Maria Davringhausen
- Walter Dexel
- Otto Dix
- Kinner von Dressler
- Friedrich Peter Drömmer
- Max Dungert
- Josef Eberz
- Heinrich Ehmsen
- Hanns Eisler
- Conrad Felixmüller
- Lyonel Feininger
- Oskar Fischer
- Fred Forbát
- Hans Freese
- Otto Freundlich
- Theodor Fried
- Ernst Fritsch
- Heinz Fuchs
- Alfred Gellhorn
- Paul Goesch
- Gottfried Graf
- Otto Griebel
- George Grosz
- Bernhard Hasler
- Emil van Hauth
- Gustav Havemann
- John Heartfield
- Wilhelm Heckroth
- Hans-Siebert von Heister
- Wieland Herzfelde
- Oswald Herzog
- Karl Jakob Hirsch
- Leon Hirsch
- Hannah Höch
- Lothar Homeyer
- Jascha Horenstein
- Johannes Itten
- Philipp Jarnach
- Alexej Jawlensky
- Walter Kampmann
- Vassili Kandinski
- Bernhard Klein
- César Klein
- Fritz Klein
- Issai Kulvianski
- Otto Lange
- El Lissitzky
- Alfred Lomnitz
- Thilo Maatsch
- M. H. Maxy
- László Moholy-Nagy
- Ewald Mataré
- Moriz Melzer
- Carlo Mense
- Hilla von Rebay
- Ludwig Mies van der Rohe
- Otto Möller
- Rudolf Möller
- Johannes Molzahn
- Georg Muche
- Albert Mueller
- Otto Nagel
- Jacobus Johannes Pieter Oud
- Felix Petyrek
- Enrico Prampolini
- Iwan Puni
- Anne Ratkowski
- Franz Radziwill
- Heinrich Richter-Berlin
- Joachim Ringelnatz
- Christian Rohlfs
- Kurt Hermann Rosenberg
- Walter Ruttmann
- Hermann Scherchen
- Rudolf Schlichter
- Wilhelm Schmid
- Paul Schmolling
- Georg Schrimpf
- Kurt Schwerdtfeger
- Arthur Segal
- Lasar Segall
- Mart Stam
- Heinrich Stegemann
- Fritz Stuckenberg
- Hans Heinz Stuckenschmidt
- Georg Tappert
- Bruno Taut
- Heinz Tiessen
- Niko Wassiliew
- Kurt Weill
- Ines Wetzel
- Gustav Wiethüchter
- Carel Willink
- Gert Wollheim
- Stefan Wolpe
- Wladimir Rudolfowitsch Vogel
- Karl Völker
- Walter Spies[2]